# Rex Monaco
Der Rex Monaco ist ein  Motorroller, den der  italienische Hersteller Garelli zwischen 1961 und 1964 in geringer Stückzahl produzierte. Das Modell wurde hauptsächlich für den Export entwickelt und unter verschiedenen Bezeichnungen in verschiedenen Ländern vertrieben.

## Geschichte
Nach dem Zusammenschluss der Unternehmen Agrati und Garelli Anfang der 1960er Jahre entstand eine Serie von Motorrollern und Mopeds. Der Motorroller wurde vorwiegend für den amerikanischen Markt entwickelt und dort unter dem Namen Rex Monaco von Rex Motors in Kalifornien vertrieben. In Großbritannien war das gleiche Modell als Garelli Monaco erhältlich. In Italien wurde eine weitgehend baugleiche Variante unter dem Namen Capri de Luxe angeboten.
Der Roller basierte auf einem stabilen Stahlrohrrahmen und hatte 12-Zoll-Stahlfelgen, Trommelbremsen, ein Handschaltgetriebe mit vier Gängen sowie einen luftgekühlten 94-cm³-Zweitaktmotor des Typs 374 cRKY aus eigener Produktion (Agrati/Garelli).

## Technische Daten
| Merkmal               | Angabe                                 |
| --------------------- | -------------------------------------- |
| Motor                 | Einzylinder-Zweitaktmotor, luftgekühlt |
| Motortyp              | Agrati (Garelli) Typ 374 cRKY          |
| Hubraum               | 94 cm³                                 |
| Leistung              | 5,5 PS (4,0 kW)                        |
| Getriebe              | 4-Gang mit Handschaltung               |
| Antrieb               | Kette                                  |
| Rahmen                | Stahlrohrrahmen                        |
| Felgen                | 12-Zoll-Stahlfelgen                    |
| Bremsen               | Trommelbremsen vorne und hinten        |
| Höchstgeschwindigkeit | ca. 70 km/h                            |
| Tankinhalt            | ca. 5 Liter                            |
| Leergewicht           | ca. 70 kg                              |

## Besonderheiten
Der Rex Monaco hatte ein markantes Design mit flacher Beinschildform und niedrigem Durchstieg. Die Ausstattung war für die Zeit umfangreich: Der Roller hatte verchromte Zierelemente, ein analoges Tachometer, Lenkerblinker und einen verchromten Auspuff.

## Internationale Modellbezeichnungen
- USA: Rex Monaco (Vertrieb durch Rex Motors, San Mateo, Kalifornien)
- Vereinigtes Königreich: Garelli Monaco
- Italien: Capri de Luxe (ähnliche technische Basis)